# Poslanecký klub Věcí veřejných
Poslanecký klub Věcí veřejných vznikl 31. května 2010 (6. vol. období PS PČR). Na začátku volebního období měl klub 24 členů, před rozpuštěním Sněmovny v srpnu 2013 už to bylo jen 11 členů. Poslanecký klub tvořili poslanci a poslankyně zvolení do Poslanecké sněmovny Parlamentu České republiky za stranu Věci veřejné.

## Historie klubu
Strana Věci veřejné dostala ve volbách do Poslanecké sněmovny 10,88% hlasů, za které VV dostaly 24 poslaneckých mandátů. Klub VV byl ustaven 31. května 2010. 12. července 2012 se staly VV koaliční stranou společně s ODS a TOP 09. V průběhu volebního období opustila klub řada poslanců. V roce 2011 opustili klub poslanci Jaroslav Škárka, Kristýna Kočí a Stanislav Huml, který následně vstoupil do Klubu ČSSD. Další poslanci opustili klub v dubnu 2012, kdy došlo ze strany VV k vypovězení koaliční smlouvy s ODS a TOP 09. Následně došlo k odtržení části klubu pod vedením 1. místopředsedkyně VV a místopředsedkyní vlády Karolínou Peake. Strana Věci veřejné následně přešla do opozice. Poslanci, kteří odešli z klubu společně s místopředsedkyní vlády Karolínou Peake (poslanci: Lenka Andrýsová, Dagmar Navrátilová, Viktor Paggio, Jiří Rusnok, Jana Suchá, Martin Vacek, Radim Vysloužil) se rozhodli vládu nadále podporovat a vytvořili politickou stranu LIDEM. V roce 2012 ještě opustili klub poslanci Josef Dobeš a Milan Šťovíček, kteří také podporovali vládu Petra Nečase. Po těchto odchodech zůstalo v klubu 11 poslanců (z toho 2 poslankyně).

## Vedení klubu

### Předsedové
| Jméno a příjmení poslance | Volební kraj         | Ve funkci                 |
| ------------------------- | -------------------- | ------------------------- |
| Josef Dobeš               | Jihomoravský kraj    | 31. 5. 2010 - 13. 7. 2010 |
| Kristýna Kočí             | Moravskoslezský kraj | 13. 7. 2010 - 7. 4. 2011  |
| Karolína Peake            | Hlavní město Praha   | 8. 4. 2011 - 12. 7. 2011  |
| Vít Bárta                 | Hlavní město Praha   | 12. 7. 2011 - 18. 4. 2012 |
| Kateřina Klasnová         | Středočeský kraj     | 24. 4. 2012 - 28. 8. 2013 |

### Místopředsedové
| Jméno a příjmení poslance | Volební kraj         | Ve funkci                 |
| ------------------------- | -------------------- | ------------------------- |
| Jana Drastichová          | Moravskoslezský kraj | 8. 4. 2011 - 28. 8. 2013  |
| Otto Chaloupka            | Jihomoravský kraj    | 29. 5. 2012 - 28. 8. 2013 |
| Viktor Paggio             | Jihočeský kraj       | 8. 4. 2011 - 18. 4. 2012  |
| Michal Babák              | Jihomoravský kraj    | 29. 5. 2012 - 28. 8. 2013 |
| Radim Vysloužil           | Středočeský kraj     | 8. 4. 2011 - 23. 4. 2012  |

## Členové klubu
| Jméno a příjmení poslance | Volební kraj         | Poznámka |
| ------------------------- | -------------------- | --- |
| Lenka Andrýsová           | Olomoucký kraj       | Členka klubu od 31. 5. 2010 do 18. 4. 2012, poté nezařazená poslankyně za stranu LIDEM.                                      |
| Michal Babák              | Jihomoravský kraj    | |
| Vít Bárta                 | Hlavní město Praha   | |
| Josef Dobeš               | Jihomoravský kraj    | Člen klubu od 31. 5. 2010 do 7. 11. 2012, poté nezařazený poslanec.                                                          |
| Jana Drastichová          | Moravskoslezský kraj | |
| Štěpánka Fraňková         | Pardubický kraj      | Poslaneckého mandátu se vzdala 30. 11. 2010, ve Sněmovně ji nahradil Miroslav Petráň.                                        |
| Stanislav Huml            | Středočeský kraj     | Člen klubu od 31. 5. 2010 do 7. 4. 2011, poté nezařazený poslanec.                                                           |
| Otto Chaloupka            | Jihomoravský kraj    | |
| Radek John                | Hlavní město Praha   | |
| David Kádner              | Ústecký kraj         | |
| Kateřina Klasnová         | Středočeský kraj     | |
| Kristýna Kočí             | Moravskoslezský kraj | Členka klubu od 31. 5. 2010 do 7. 4. 2011, poté nezařazená poslankyně.                                                       |
| Dagmar Navrátilová        | Olomoucký kraj       | Členka klubu od 31. 5. 2010 do 18. 4. 2012, poté nezařazená poslankyně za stranu LIDEM.                                      |
| Josef Novotný             | Kraj Vysočina        | |
| Viktor Paggio             | Jihočeský kraj       | Člen klubu od 31. 5. 2010 do 18. 4. 2012, poté nezařazený poslanec za stranu LIDEM.                                          |
| Karolína Peake            | Hlavní město Praha   | Členka klubu od 31. 5. 2010 do 18. 4. 2012, poté nezařazená poslankyně za stranu LIDEM.                                      |
| Miroslav Petráň           | Pardubický kraj      | Poslancem se stal 30. 11. 2010, kdy ve Sněmovně nahradil Štěpánku Fraňkovou.                                                 |
| Jiří Rusnok               | Moravskoslezský kraj | Člen klubu od 31. 5. 2010 do 18. 4. 2012, poté nezařazený poslanec za stranu LIDEM.                                          |
| Petr Skokan               | Liberecký kraj       | |
| Jana Suchá                | Karlovarský kraj     | Členka klubu od 31. 5. 2010 do 18. 4. 2012, poté nezařazená poslankyně (do jara 2013 za stranu LIDEM).                       |
| Jaroslav Škárka           | Plzeňský kraj        | Člen klubu od 31. 5. 2010 do 5. 4. 2011, poté nezařazený poslanec.                                                           |
| Jiří Štětina              | Královéhradecký kraj | |
| Milan Šťovíček            | Ústecký kraj         | Člen klubu od 31. 5. 2010 do 6. 11. 2012, poté nezařazený poslanec a následně od 16. 4. 2013 člen klubu TOP 09 a Starostové. |
| Martin Vacek              | Zlínský kraj         | Člen klubu od 31. 5. 2010 do 18. 4. 2012, poté nezařazený poslanec.                                                          |
| Radim Vysloužil           | Středočeský kraj     | Člen klubu od 31. 5. 2010 do 23. 4. 2012, poté nezařazený poslanec za stranu LIDEM.                                          |